# Лакони
Лакони (итал. Laconi) — коммуна в Италии, располагается в регионе Сардиния, подчиняется административному центру Ористано.
Население составляет 1 764 человека (30-6-2019), плотность населения составляет 18,44 чел./км². Занимает площадь 124,75 км². Почтовый индекс — 8034. Телефонный код — 0782.
Покровителями коммуны почитаются святитель Амвросий Медиоланский и Игнатий де Лойола, празднование 7 декабря.

## Примечание
1. ↑  Statistiche demografiche ISTAT. demo.istat.it. Дата обращения: 27 ноября 2019. Архивировано из оригинала 24 июля 2019 года.